# Lucy Walker (directora de cine)
Lucy Walker (Londres, Reino Unido, 1970) es una directora de cine, conocida por sus documentales. 
El 25 de enero de 2011 fue nominada a un Óscar a la Mejor Película Documental por Waste Land, que ella dirigió. También ha sido nominada a los premios Emmy dos veces. El 24 de enero de 2012, recibió una segunda nominación consecutiva al Óscar, esta vez en la categoría de Mejor Corto Documental por The Tsunami and the Cherry Blossom, que dirigió y produjo. Ese mismo día la película fue galardonada con el Premio del Jurado de Cine Corto: No-Ficción en el Festival de Cine de Sundance de 2012.
Walker es miembro de la Academia de Artes y Ciencias Cinematográficas, la Academia Británica de las Artes Cinematográficas y de la Televisión, la Academia de Artes y Ciencias de la Televisión y el Sindicato de Directores de Estados Unidos.

## Filmografía
- Devil's Playground (2002).
- Blindsight (2006).
- Countdown To Zero (2010).
- Waste Land (2010).
- The Tsunami and the Cherry Blossom (2011).
- The Crash Reel (2013).
- David Hockney IN THE NOW (in six minutes) (2013).
- The Lion's Mouth Opens (2014).
- Buena Vista Social Club: Adios (2017)
- Bring Your Own Brigade (2021)
- How to Change Your Mind (Cómo cambiar tu mente) (2022)

## Premios y nominaciones
Premios Óscar
| Año  | Categoría              | Película                           | Resultado |
| ---- | ---------------------- | ---------------------------------- | --------- |
| 2011 | Mejor documental largo | Waste Land                         | Nominada  |
| 2012 | Mejor documental corto | The Tsunami and the Cherry Blossom | Nominada  |